# Royal Society of Chemistry

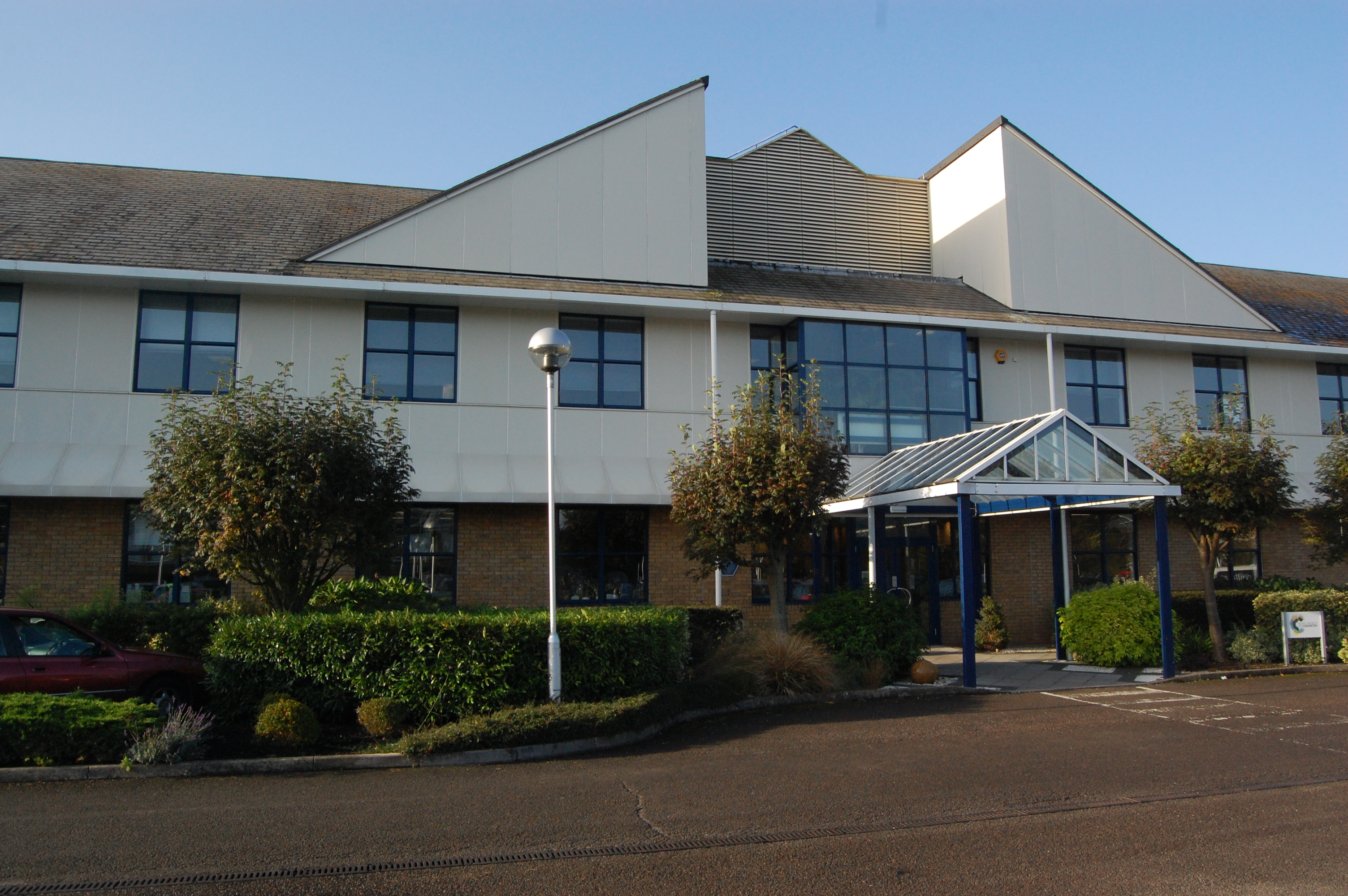
RSC HQ, 'Thomas Graham House', Cambridge

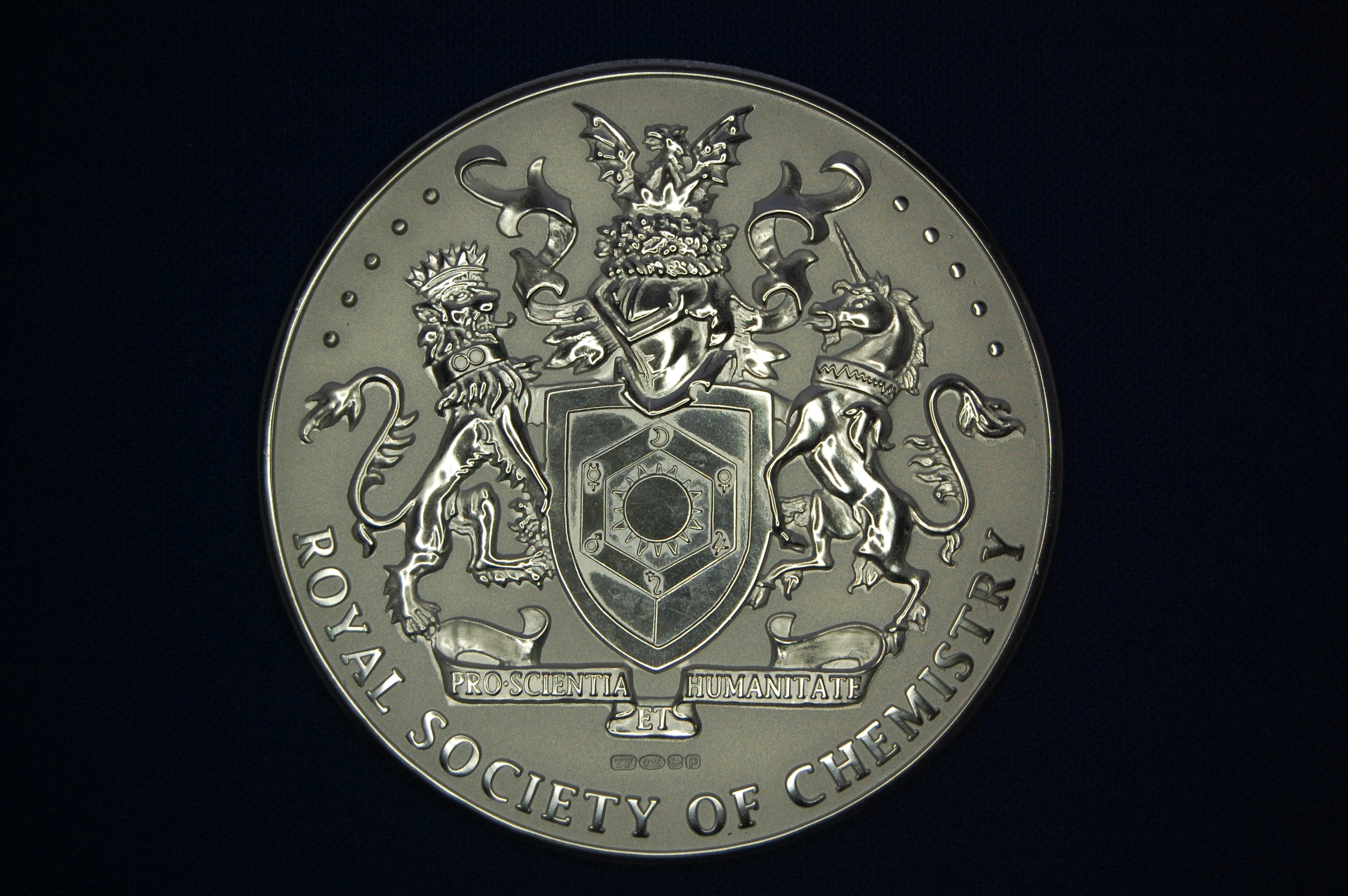

Die Royal Society of Chemistry (RSC) ist ein Berufsverband in Großbritannien, der die Förderung der chemischen Wissenschaften zum Ziel hat.
Die RSC ist eine forschende Organisation, die Zeitschriften, Bücher und Datenbanken herausgibt. Der Hauptsitz der Gesellschaft befindet sich in London, außerdem betreibt die Gesellschaft ein Büro in Cambridge, wo der Verlag RSC Publishing beheimatet ist.

## Geschichte
Die RSC entstand im Jahre 1980 durch den Anschluss des Royal Institute of Chemistry, der Faraday Society und der Society for Analytical Chemistry an die 1841 gegründete Chemical Society of London. Letztere wurde parallel zur 1660 gegründeten Royal Society of London zur Förderung hochrangiger Wissenschaften etabliert.

## Arten der Mitgliedschaft und Namenszusätze
Die RSC kennt die folgenden Arten der Mitgliedschaft (jeweils mit dem entsprechenden Namenszusatz:)
- Mitglied (engl. Affiliate): Die Mitgliedsstufe für Studenten und andere an der Chemie interessierten Personen, die keines der nachfolgenden Kriterien erfüllen
- AMRSC: Associate Member, Royal Society of Chemistry: Wird an Hochschulabsolventen der Chemie oder an Personen mit vergleichbarer Qualifikation vergeben
- MRSC: Member, Royal Society of Chemistry: Wird an Hochschulabsolventen der Chemie oder an Personen mit vergleichbarer Qualifikation vergeben, die mindestens drei Jahre Facherfahrung besitzen und hierdurch wichtige Fähigkeiten erworben haben
- FRSC: Fellow of the Royal Society of Chemistry: Wird an MRSC-Mitglieder mit mindestens fünf Jahren fachlicher Erfahrung vergeben, die herausragende Beiträge im Feld der Chemie geleistet haben
- CChem: Chartered Chemist: Kandidaten müssen mindestens  zum MRSC oder FRSC ernannt worden sein, sich spezifische Fachkenntnisse erworben haben und in einem Beruf tätig sein, der chemisches Wissen und Fertigkeiten verlangt
- CSci: Chartered Scientist: Die RSC besitzt eine Lizenz des Science Council zur Registrierung von Chartered Scientists.
- EurChem: European Chemist: Als Mitglied des European Communities Chemistry Council (ECCC) kann die RSC diesen Titel an 'Chartered Chemists' vergeben
- MChemA: Mastership in Chemical Analysis: Diese Postgraduiertenqualifikation ist zur Ausübung einer Tätigkeit als Public Analyst[2] in Großbritannien gesetzlich vorgeschrieben. Bewerber müssen eine entsprechende Qualifikation schriftlich nachweisen sowie eine schriftliche und praktische Prüfung ablegen[3]

## Ortsverbände, Bereiche und Foren
Im Vereinigten Königreich und in der Republik Irland besitzt die RSC 35 Ortsverbände. Fachlich ist die RSC in fünf Bereiche und vier Foren eingeteilt:
- Analytical Division: Analytische Chemie, Förderung der Ziele der Society for Analytical Chemistry; zwölf Fachgruppen.
- Dalton Division, benannt nach John Dalton, Anorganische Chemie; sechs Fachgruppen.
- Education Division: Chemieausbildung, vier Fachgruppen.
- Faraday Division, benannt nach Michael Faraday, Physikalische Chemie und Förderung der Ziele der Faraday Society; 14 Fachgruppen.
- Organic Division Organische Chemie; sechs Fachgruppen.
- Chemical Biology Forum; zwei Fachgruppen.
- Environment, Sustainability and Energy Forum; drei Fachgruppen.
- Materials Chemistry Forum; vier Fachgruppen.
- Industry and technology Forum; 13 Fachgruppen.

Zwölf Fachgruppen sind weder einem Bereich noch einem Forum zugeordnet.

## Veröffentlichungen
Die Royal Society wurde 1660 zur Förderung der Wissenschaften in Großbritannien gegründet. Wegen der zunehmenden Bedeutung der Naturwissenschaften wurden ab 1800 neue Erkenntnisse in der eigenen Zeitschrift „Proceedings of the Royal Society“ publiziert.
Die Fortschritte in Pharmazie und Chemie erforderten bereits 1841 die Gründung einer eigenständigen Chemical Society of London. Ihre neuen Erkenntnisse wurden in einer eigenen Zeitschriftenreihe publiziert:
- Memoirs of the Chemical Society of London (1841) und Proceedings of the Chemical Society of London (1842–1843, Vol. 1)
- Memoirs and Proceedings of the Chemical Society (1843–1848, Vol. 2–3)
- Proceedings of the Chemical Society, London (1885–1914, Vol. 1–30)
- Proceedings of the Chemical Society, London (1914–1956, als Beilage in Journal of the Chemical Society)

1849 wurde es notwendig, die bisherige Fortschrittszeitschrift der Chemical Society als neues „Journal of the Chemical Society“ (J. Chem. Soc.) besser zu untergliedern. Das 1863 eingeführte neue Benummerungssystem „new series“ wurde nach kurzer Zeit wieder aufgegeben.
- The Quarterly Journal of the Chemical Society of London (1849–1862, Vol. 1–15)
- Journal of the Chemical Society (1863–1877, Vol. 16–32, new series I – XVI)
- Journal of the Chemical Society, Transactions (1878–1925, Vol. 33–127), – Journal of the Chemical Society, Abstracts (1878–1925, Vol. 34–128)
- Journal of the Chemical Society (1926–1965)

1965 entstanden für die Fachdisziplinen der Chemie drei unabhängige Zeitschriftenreihen sowie eine für ungeprüfte Kurzmitteilungen, die alte Zeitschriftenreihe „Proceedings of the Chemical Society“ war hierdurch überflüssig geworden und wurde Ende 1964 eingestellt. Mit der Namensgebung der drei Reihen – vormals A, B und C – ehrte man die berühmten britischen Naturwissenschaftler John Dalton (Physikochemiker), Michael Faraday (Experimentalphysiker) und William Henry Perkin (organ. Chemiker).
1980 wurden kleine eigenständige Forschungsgesellschaften (Royal Institute of Chemistry, Faraday Society und  Society for Analytical Chemistry) mit der Chemical Society vereint zur neuen Royal Society of Chemistry (RSC).
2000 wurde die skandinavische Fachzeitschrift Acta Chemica Scandinavica (Acta Chem. Scand.) eingegliedert in Dalton Transactions, Perkin Transactions 1 und Perkin Transactions 2.

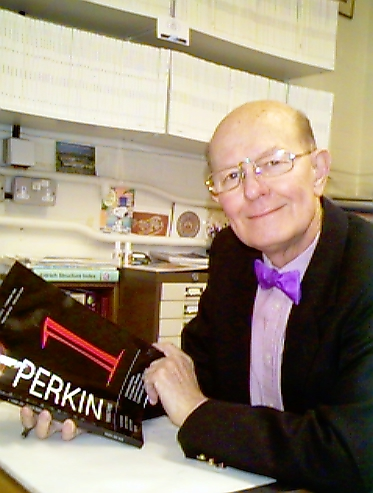
Der britische Professor für Organische Chemie Charles Rees mit einer Mauvein-gefärbten Fliege und einer Journal of the Chemical Society-Ausgabe für Organische Chemie. Der Farbstoff war von Perkin entdeckt worden.

Anorganische, physikalische und theoretische Chemie (heute: Anorganische und metallorganische Chemie)
- Journal of the Chemical Society A: Inorganic, Physical, Theoretical (1966–1971)
- Journal of the Chemical Society, Dalton Transactions (1972–2002)
- Dalton Transactions (seit 2003)

Physikalische organische Chemie (heute: Physikalische Chemie)
- Journal of the Chemical Society B: Physical Organic (1966–1971)
- Journal of the Chemical Society, Faraday Transactions 1: Physical Chemistry in Condensed Phases (1972–1989)
- Journal of the Chemical Society, Faraday Transactions 2: Molecular and Chemical Physics (1972–1989)
- Journal of the Chemical Society, Faraday Transactions (1990–1998)
- Physical Chemistry Chemical Physics (seit 1999)

Organische Chemie (heute: Organische Chemie und Biochemie)
- Journal of the Chemical Society C: Organic (1966–1971)
- Journal of the Chemical Society, Perkin Transactions 1 (1972–2002)
- Journal of the Chemical Society, Perkin Transactions 2 (1972–2002)
- Organic and Biomolecular Chemistry (seit 2003)

Kurzmitteilungen
- Chemical Communications (London) (1965–1968, als Anhang zu den oben genannten Series A, B and C).
- Journal of the Chemical Society D: Chemical Communications (1969–1971)
- Journal of the Chemical Society, Chemical Communications (1972–1995)
- Chemical Communications (seit 1996)

Wie der amerikanische Wissenschaftsverlag Wiley & Sons verfügt die britische Royal Society of Chemistry über ein eigenes Literaturvertriebssystem, RSC-publishing. Die RSC ist ein gemeinnütziger Verlag, der Überschüsse aus dem Verlagsgeschäft für die Ziele der Gesellschaft verwendet.
Aktuell gibt die RSC die folgenden Zeitschriften heraus:
- Eine Zeitschrift für allgemeine Chemie, Chemistry World, die monatlich an alle Mitglieder versandt wird (Nachrichten, geschichtliche und technische Entwicklungen, Buchbesprechungen, Leserbriefe, ISSN 1473-7604).
- Drei monatliche Verlagsbeilagen, Chemical Science, Chemical Biology und Chemical Technology, die Beiträge aus allen RSC-Veröffentlichungen zusammentragen und ein Bild der aktuellen Entwicklungen im Bereich der Chemie geben sollen. Die Beilagen sind kostenfrei auch online verfügbar.

- Chemical Science wird den Ausgaben der Chemical Communications, Dalton Transactions, Journal of Materials Chemistry, Organic and Biomolecular Chemistry, Physical Chemistry Chemical Physics, Chemical Society Reviews, New Journal of Chemistry und Journal of Analytical Atomic Spectrometry (JAAS) beigelegt.
- Chemical Biology findet sich in den Chemical Communications, Organic and Biomolecular Chemistry, Molecular BioSystems, Photochemical and Photobiological Sciences und Natural Product Reports.
- Chemical Technology erhält man mit The Analyst, Analytical Abstracts, Chemical Communications, CrystEngComm, Green Chemistry, Environmental Science: Processes & Impacts, Journal of Materials Chemistry, Soft Matter und Lab on a Chip.
- Studienbücher, z. B. die Tutorial Chemistry Texts-Reihe und die acht Bücher der Molecular World-Reihe
- Bücher zur Chemiegeschichte wie zum Beispiel die Geschichte der Faraday Society.

## Preise und Ehrungen
Die RSC vergibt jedes Jahr eine Reihe von Preisen und Ehrungen für herausragende Leistungen im Feld der Chemie, so zum Beispiel die Faradayvorlesung mit Medaille, die Meldola-Medaille (jetzt Harrison-Meldola-Preis), den Centenary Prize der Royal Society of Chemistry,  die Sir Derek H. Barton Gold Medal, den Robert Robinson Award, den Perkin Prize for Organic Chemistry, die Corday-Morgan-Medaille, die Marlow-Medaille, die Haworth Memorial Lecture, den Tilden Prize und den Bourke Award der Faraday Division der RSC.